# Baimiao, Anhui
Baimiao (kinesiska: 白庙) är en köping i östra Kina. Den ligger i Linquan härad i staden Fuyang i provinsen Anhui, omkring 250 kilometer nordväst om provinshuvudstaden Hefei. Antalet invånare är 41124. Befolkningen består av 22 183 kvinnor och 18 941 män. Barn under 15 år utgör 23,0 %, vuxna 15-64 år 66 %, och äldre över 65 år 9,0 %.